# Caledopsyche cerberus
Caledopsyche cerberus là một loài Trichoptera trong họ Hydropsychidae. Chúng phân bố ở miền Australasia.